# Tianmu Shan
Das Tianmu-Gebirge bzw. Tianmu Shan (天目山,  Tiānmù shān – „Himmelsaugenberg“) ist ein Gebirge im Nordwesten der chinesischen Provinz Zhejiang, westlich von Hangzhou.
Es verläuft von Südwest nach Nordost und grenzt an die Zentral-Anhui-Ebene (Wanzhong Pingyuan). Es besteht aus einem östlichen und einem westlichen Teil (Dongtianmu Shan und Xitianmu Shan).
Einer neueren Studie zufolge könnten die im Westlichen Tianmu-Gebirge vermehrt wachsenden Ginkgos dort von buddhistischen Mönchen eingeführt worden sein. Hier wachsen Baumarten wie Japanischer Kuchenbaum (Katsurabaum), Chinesischer Tulpenbaum, Yulan-Magnolie und Japanischer Sagopalmfarn (Cycas revoluta) Auch die Goldlärche ist dort anzutreffen.
Das Tianmu Shan wurde 1996 von der UNESCO in die Liste der Biosphärenreservate aufgenommen. Seit 2008 befindet sich hier das „Museum des nationalen Naturschutzgebietes Tianmushan“ als Erweiterung des Naturkundemuseums Zhejiang.
Die Tianmushan-Stätte (Tianmu Shan yizhi) der Shang- und Zhou-Zeit in Jiangyan (姜堰市) steht seit 2006 auf der Liste der Denkmäler der Volksrepublik China (6-77).
Zu seinen Sehenswürdigkeiten zählen der buddhistische Chanyuan-Tempel (禅源寺) aus der Zeit der Ming-Dynastie und der Chan- (jap. Zen) -Tempel Shizikou (狮子口), der Ursprungsort der Linji-Schule (Linji zong) – eines Vorläufers der Rinzai-Schule des Buddhismus – aus der Zeit der Mongolen-Dynastie.
Eine songzeitlicher Teeschalentyp mit der japanischen Bezeichnung Temmoku (das jap. Wort für das Gebirge) wurde von dort für das rituelle Teetrinken nach Japan ausgeführt.